# میلوش فورمن
یان توماش فورمَن (به زبان چکی: Jan Tomáš Forman) زاده ۱۸ فوریهٔ ۱۹۳۲ - درگذشته ۱۳ آوریل ۲۰۱۸ که بیشتر با نام میلوش فورمن (Miloš Forman) شناخته می‌شد، هنرپیشه، کارگردان، فیلم‌نامه‌نویس چکی-آمریکایی بود.

## زندگی
پدرش یهودی و مادرش پروتستان است. او چک‌تبار و زاده کشور چکسلواکی پیشین است. در اوایل کودکی، پدرش به خاطر عضویت در یک گروه مقاومت چک و مادرش به خاطر خرید و فروش غیرقانونی خواربار، زندانی شدند. او با از دست دادن پدر و مادرش در اردوگاه آشویتس یتیم شد.
او در دهه ۶۰ میلادی او به جمع کارگردانان مخالف حکومت کمونیستی پیوست. در سال ۱۹۶۸ و پیش از اشغال چکسلواکی توسط نیروهای اتحاد جماهیر سوسیالیستی شوروی و پایان بهار پراگ، چکسلواکی را ترک و به فرانسه و از آنجا به آمریکا رفت. در سال ۱۹۸۳ پس از بازگشت به چکسلواکی، فیلم آمادئوس را ساخت. این فیلم او را نامزد یازده جایزه اسکار کرد که در ۸ زمینه از جمله جایزه بهترین کارگردانی (برای دومین بار برای فورمن) برنده شد.
او به دنبال مدت کوتاهی ناخوشی درگذشت.

## جوایز، نامزدی‌ها و افتخارات
فورمن دو بار به خاطر فیلم‌های پرواز بر فراز آشیانه فاخته (در ایران با نام دیوانه از قفس پرید نمایش داده شده) و آمادئوس برنده جایزه اسکار شد.
جوایز اسکار
- ۱۹۷۵: دیوانه از قفس پرید (برنده)
- ۱۹۸۴: آمادئوس (برنده)
- ۱۹۹۶: مردم علیه لری فلینت (نامزدی)

گلدن گلوب
- سی و سومین مراسم گلدن گلوب: دیوانه از قفس پرید (برنده)
- چهل و دومین مراسم گلدن گلوب: آمادئوس (برنده)
- سی و نهمین مراسم گلدن گلوب: رگتایم (نامزدی)
- پنجاه و چهارمین مراسم گلدن گلوب: مردم علیه لری فلینت (برنده)

کن

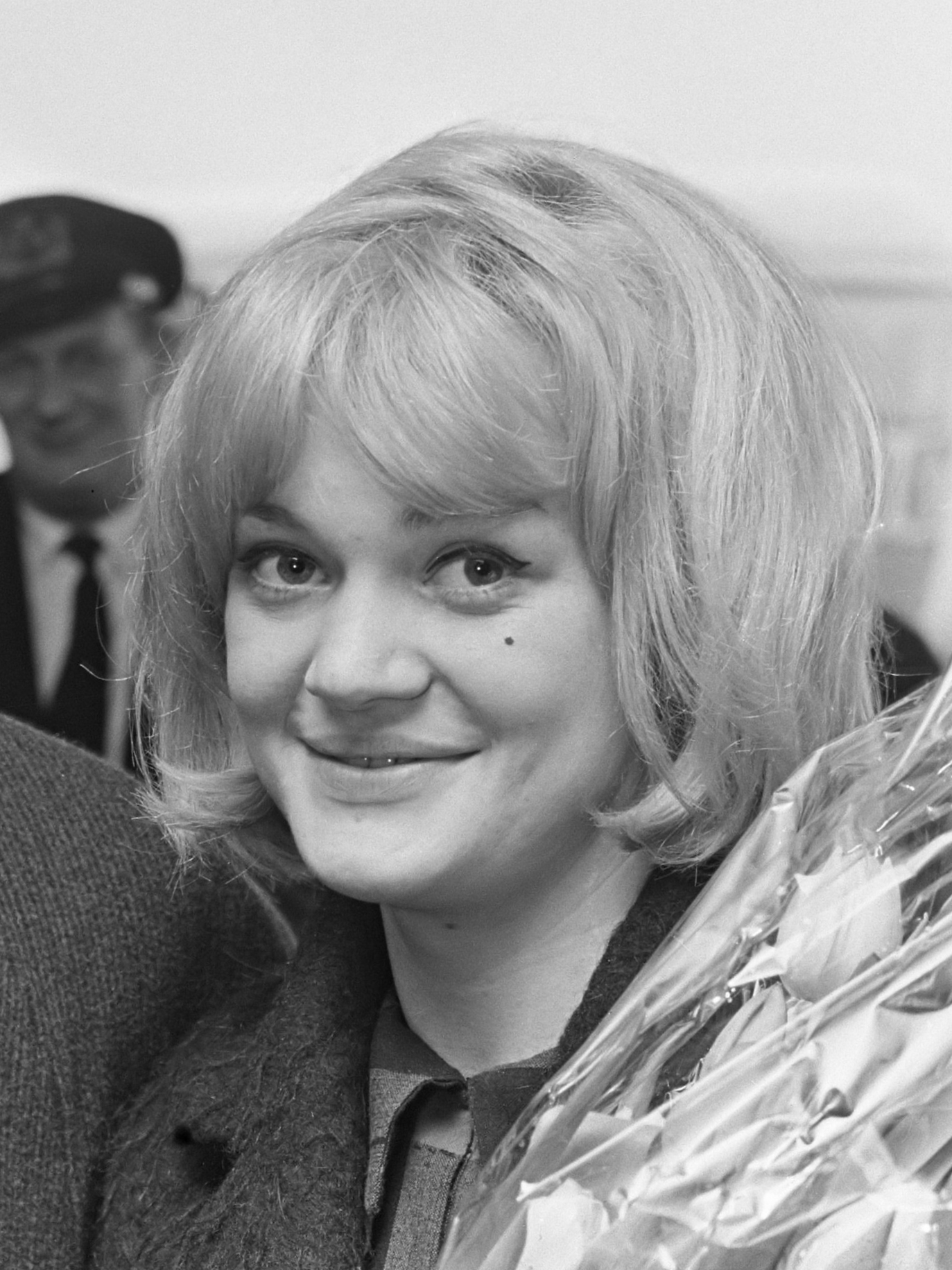
حنا برچووا، خواهر زن ۱۸ ساله پیشین که در نخستین تجربه خود در فیلم Loves of a Blonde در جهان شناخته شده و در جشنواره فیلم ونیز جایگاه سوم را از آن خود کرد.

- ۱۹۷۱: فرار از خانه (برنده جایزه بزرگ)
- ۱۹۶۸: The Fireman's Ball (نامزدی)

برلیناله
- چهل و هفتمین جشنواره بین‌المللی فیلم برلین: مردم علیه لری فلینت (برنده)[۲]
- چهل و نهمین جشنواره بین‌المللی فیلم برلین: مرد روی ماه (برنده)

بفتا
- ۳۰مین دوره جوایز بفتا: دیوانه از قفس پرید (برنده)
- سی و نهمین دوره جوایز بفتا: آمادئوس (نامزدی)
- ۱۹۷۱: فرار از خانه (نامزدی – بهترین فیلم)
- ۱۹۷۱: فرار از خانه (نامزدی – بهترین فیلمنامه)

جایزه سزار
- ۱۹۸۴: آمادئوس (برنده)
- ۱۹۷۵: دیوانه از قفس پرید (نامزدی)
- ۱۹۷۹: مو (نامزدی)
- ۱۹۸۹: والمونت (نامزدی)

دیوید دی دوناتلو
- ۱۹۷۵: دیوانه از قفس پرید (برنده)
- ۱۹۸۴: آمادئوس (برنده – بهترین فیلم)
- ۱۹۸۴: آمادئوس (برنده – بهترین فیلمنامه)
- ۱۹۷۹: مو (برنده)

آکادمی فیلم اروپا
- ۱۹۹۶: مردم علیه لری فلینت – Award for European contribution to world cinema – screen Prix International (برنده)

جایزه دولتی کلمنت گوتوالد
- ۱۹۶۵: Loves of a Blonde (برنده)

شیر چک
- ۱۹۹۷: سینمای جمهوری چک (برنده)

### دیگر افتخارات
- نفر ۳۰ام فهرست برترین مردم چک در برنامه بی‌بی‌سی به نام Největší Čech
- ۱۹۹۵: مدال افتخار چک
- ۲۰۱۵: دکترای افتخاری کنش‌های انسانی از دانشگاه کلمبیا[۳]

## فیلم‌شناسی
| فیلم‌شناسی | فیلم‌شناسی                                  | فیلم‌شناسی   | فیلم‌شناسی   | فیلم‌شناسی | فیلم‌شناسی | فیلم‌شناسی | فیلم‌شناسی    |
| سال       | فیلم                                       | نامزد اسکار | برنده اسکار | کارگردان  | نویسنده   | هنرپیشه   | نقش          |
| --------- | ------------------------------------------ | ----------- | ----------- | --------- | --------- | --------- | ------------ |
| ۱۹۵۴      | باد سیمگون                                 |             |             |           |           | آری       |              |
| ۱۹۵۵      | Nechte to na mně (Leave it to me)          |             |             |           | آری       |           |              |
| ۱۹۵۸      | Štěňata (Puppies)                          |             |             |           | آری       |           |              |
| ۱۹۶۰      | Laterna magika II                          |             |             |           | آری       |           |              |
| ۱۹۶۳      | Kdyby ty muziky nebyly                     |             |             | آری       |           |           |              |
| ۱۹۶۳      | Audition (Konkurs)                         |             |             | آری       |           |           |              |
| ۱۹۶۴      | پیتر سیاه (Černý Petr)                     |             |             | آری       | آری       |           |              |
| ۱۹۶۴      | عشق‌های یک بلوند (Lásky jedné plavovlásky)  | ۱           |             | آری       | آری       |           |              |
| ۱۹۶۶      | Dobře placená procházka (A well paid walk) |             |             | آری       |           |           |              |
| ۱۹۶۷      | مجلس رقص آتش‌نشانان (Hoří, má panenko)      | ۱           |             | آری       | آری       |           |              |
| ۱۹۷۱      | فرار از خانه                               |             |             | آری       | آری       |           |              |
| ۱۹۷۱      | I Miss Sonia Henie (Short Film)            |             |             | آری       |           |           |              |
| ۱۹۷۳      | Visions of Eight                           |             |             | آری       |           |           |              |
| ۱۹۷۵      | دیوانه از قفس پرید                         | ۹           | ۵           | آری       |           |           |              |
| ۱۹۷۹      | مو                                         |             |             | آری       |           |           |              |
| ۱۹۸۱      | رگتایم                                     | ۸           |             | آری       |           |           |              |
| ۱۹۸۴      | آمادئوس                                    | ۱۱          | ۸           | آری       |           |           |              |
| ۱۹۸۶      | دل‌سوختگی                                   |             |             |           |           | آری       | Dmitri       |
| ۱۹۸۹      | والمونت                                    | ۱           |             | آری       | آری       |           |              |
| ۱۹۸۹      | New Year's Day                             |             |             |           |           | آری       | Lazlo        |
| ۱۹۹۶      | مردم علیه لری فلینت                        | ۲           |             | آری       |           |           |              |
| ۱۹۹۹      | مرد روی ماه                                |             |             | آری       |           |           |              |
| ۲۰۰۰      | حفظ ایمان                                  |             |             |           |           | آری       | Father Havel |
| ۲۰۰۶      | اشباح گویا                                 |             |             | آری       | آری       |           |              |
| ۲۰۰۸      | Chelsea on the Rocks                       |             |             |           |           | آری       |              |
| ۲۰۰۹      | Peklo s princeznou (Hell with a Princess)  |             |             |           |           | آری       |              |
| ۲۰۱۱      | The Ghost of Munich (ناتمام)               |             |             | آری       | آری       |           |              |
| ۲۰۱۱      | محبوب (Les Bien-aimés)                     |             |             |           |           | آری       | Jaromil      |